# Ocolul Pământului în 80 de zile (film din 2004)
Ocolul Pământului în 80 de zile (în engleză Around the World in 80 Days) este un film pentru copii regizat de Frank Coraci[*] după un scenariu de Michael D. Weiss[*]. A fost produs în Germania de studiourile Walden Media[*] și a avut premiera la 16 iunie 2004, fiind distribuit de Buena Vista International[*]. Coloana sonoră este compusă de Trevor Jones[*]. Cheltuielile de producție s-au ridicat la 140.000.000 $. Filmul a avut încasări de 72.178.895 $.

## Distribuție
Rolurile principale au fost interpretate de actorii:
- Jackie Chan - Passepartout / Lau Xing / Tiger #10
- Steve Coogan - Phileas Fogg
- Cécile de France - Monique Laroche
- Jim Broadbent - Lord Kelvin
- Ewen Bremner - Inspector Fix
- Kathy Bates - Regina Victoria
- Arnold Schwarzenegger - Prince Hapi
- Ian McNeice - Colonel Kitchener
- Karen Joy Morris/Karen Mok - General Fang
- Roger Hammond - Lord Rhodes
- David Ryall - Lord Salisbury
- Mark Addy - Steamer Captain
- Richard Branson - Balloon Man
- John Cleese - Grizzled sergeant
- Will Forte - Young French Policeman Bobby
- Macy Gray - Sleeping French Woman
- Sammo Hung - Wong Fei Hung / Tiger #2
- Rob Schneider - San Francisco Hobo
- Luke Wilson - Orville Wright
- Owen Wilson - Wilbur Wright
- Daniel Wu - Bak Mei
- Robert Fyfe - Jean Michel
- Adam Godley - Mr. Sutton
- Maggie M. Quigley - Female Agent
- Phil Meheux - London Hobo
- Michael Youn - Art Gallery Manager
- Frank Coraci - Angry Dapper Pedestrian
- Don Tai - Ho / Tiger #9